# Hessischer Hof (Treffurt)

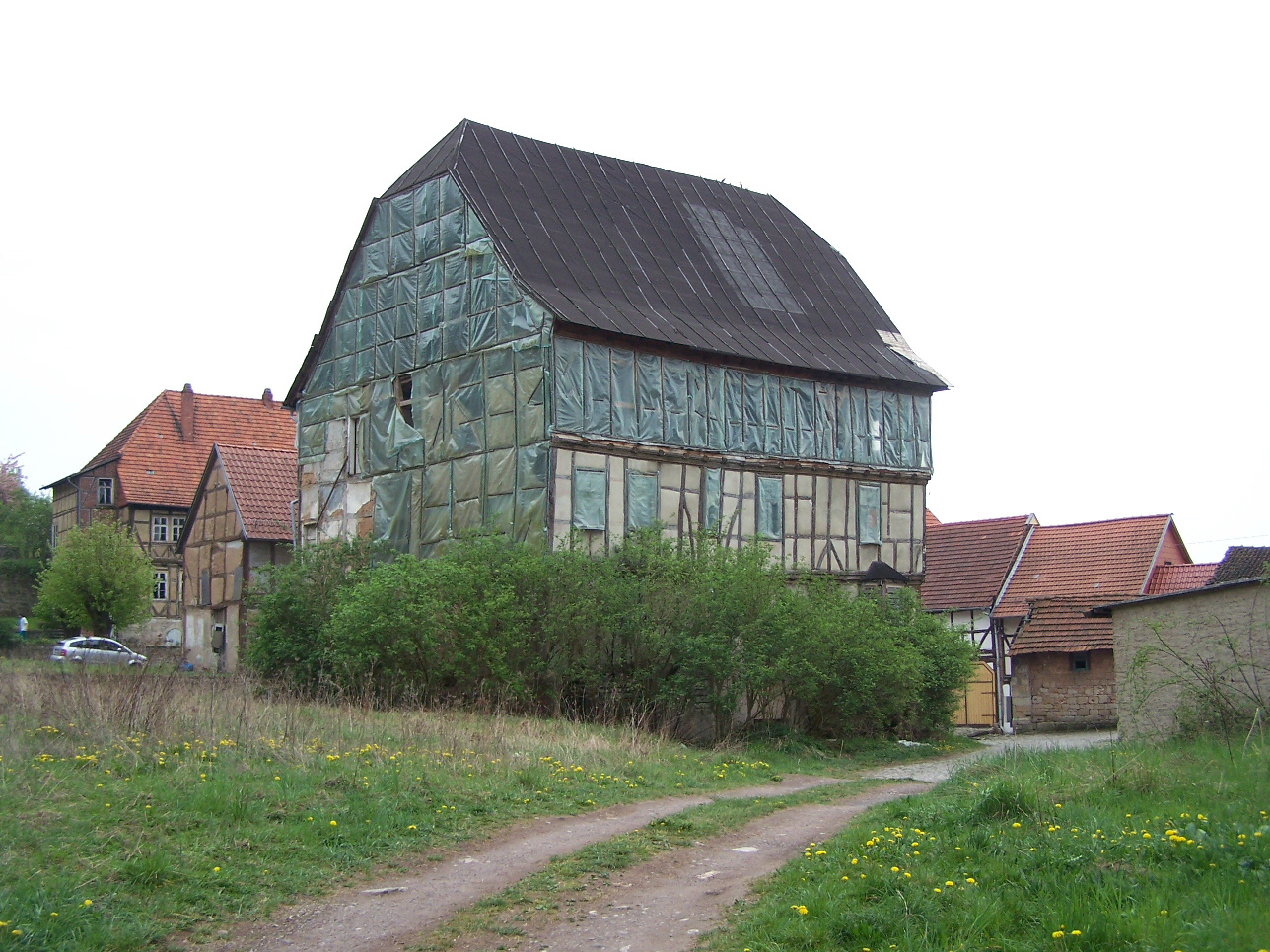
Die gesicherte Ruine des Hessischen Hofes (2007)

Der Hessische Hof ist ein Baudenkmal in der Stadt Treffurt im Wartburgkreis in Thüringen. Er war einer von drei Amtshöfen der Stadt, von denen aus Treffurt bis ins 18. Jahrhundert verwaltet wurde. Der Hessische Hof liegt nördlich oberhalb der Treffurter Altstadt am Fuße des Burgberges der Burg Normannstein.

## Geschichte
Der um das Jahr 1600 errichtete Hessische Hof wurde um 1610 erstmals als Amtshof des hessischen Amtsmannes von Treffurt erwähnt. Die Stadt Treffurt war zu dieser Zeit seit 1336 als Ganerbschaft Treffurt im Besitz von Kursachsen, Kurmainz und Hessen-Kassel, bis im 18. Jahrhundert Kurmainz die Landeshoheitsrechte allein übernahm. 1736 verlor das Haus seinen Status als Amtssitz und wurde 1864 mit dem Normannstein an den Gutsbesitzer Gustav Döring vom Greifenstein verkauft. Bis 1928 diente der Hessische Hof als Gutshof; Restaurierungen fanden 1894 und 1910 unter Aufsicht der Denkmalbehörde statt. Mit Aufgabe der Landwirtschaft wurde das Gut 1928 mit allem Inventar versteigert, die Stadt erwarb es für 235.000 Reichsmark. Das Herrenhaus diente fortan als Wohnhaus für Mietwohnungen, die restlichen Gutsgebäude pachtete bis 1942 ein örtlicher Schafhalter.
In den 1970er Jahren wurden die Neben- und Wirtschaftsgebäude abgerissen, einzig das Haupthaus, ein dreigeschossiger Fachwerkbau mit einem Natursteingewölbekeller, blieb erhalten. Es wurde in den 1990er Jahren an zwei Privatpersonen verkauft und steht seitdem leer. 1995 und 2014 wurden Sicherungsarbeiten im Dachbereich und an der Fassade ausgeführt. Ein 2015 im Auftrag der Stadt Treffurt erstelltes Gutachten bestätigt schwere Bauschäden, insbesondere ist die Holzkonstruktion zu 70–95 % durch Feuchtigkeit sowie Insekten- und Pilzbefall geschädigt. In Folge der massiven Schäden erteilte die zuständige Denkmalschutzbehörde eine Abrissgenehmigung für das Gebäude. Die Stadt Treffurt erwarb das Baudenkmal im November 2016; eine Entscheidung des Stadtrates über die Zukunft des Bauwerkes steht aus.
Im Mai 2018 folgte eine Delegation um Treffurts Bürgermeister Reinz einer Einladung des englischen Königshauses, um mit Charles, Prince of Wales die Zukunft des Gebäudes zu erörtern. Hierbei ging es um die Möglichkeit, in dem Anwesen nach dem Vorbild des schottischen Dumfries House eine deutsch-britische Bildungs- und Begegnungsstätte für junge Handwerker anzusiedeln.